# Sälgrunds fyr
Sälgrunds fyr är en finsk fyr i Bottenviken på ön Sälgrund några kilometer sydväst om Kaskö centrum.
Redan i början av 1700-talet uppfördes en båk i trä på ön och 1760 var två lotsar stationerade där. Båken ersattes av en ny, åttkantig båk 1850 och tretton år senare ville man bygga en fyr.  Ekonomiska svårigheter fördröjde dock bygget och först 1875 kunde en fyr i tegel byggas på Sälgrunds södra udde. Den var 25 meter hög och hade ritats av arkitekt Hampus Dalström. Fyren försågs med en roterande lins av 3:e ordningen från Sautter, Lemonnier & Co och tändes första gången den 13 september samma år. Dess ljusvidd var 11,5 sjömil och den gav ett ljusblänk var 30:e sekund. Det var Finlands första petroleumdrivna fyr. 
År 1900 fick fyren en knallsignalapparat som användes i dimma och 1931 lades en tjock rappning utanpå teglet som hade börjat vittra. Fotogenljuset byttes ut mot en glödlampa på 1 500 watt år 1966 när fyren anslöts till elnätet. Året efter automatiserades fyren och lotsarna flyttade in i fyrvaktarhuset. Lotsstationen drogs in 1986 och fyr- och lotsplats avbemannades.
Lotsstationen har renoverats så att gäster kan övernatta. Man kan också klättra uppför nästan alla de 132 trappstegen till toppen av fyren.